# 阿尔泽
阿尔泽（阿拉伯语：‎）是阿尔及利亚奥兰省的一座港口城市，位于地中海畔。